# Variabilă Delta Scuti
O stea variabilă Delta Scuti (câteodată cunoscută și ca pitică cefeidă) este un tip de stea variabilă care prezintă variații ale luminozității sale datorate pulsațiilor radiale și pulsațiilor neradiale ale suprafeței sale.
Prototipul acestui tip de stele variabile este Delta Scuti, care prezintă fluctuații ale luminozității în magnitudinea aparentă de +4,60 până la +4,79 într-o perioadă de 4,65 ore.

## Principalele stele variabile de tipul Delta Scuti
| Nume                | Denumirea Bayer        | Clasificare spectrală | Magnitudine aparentă maximă | Amplitudinea varaiației (de magnitudine) | Perioadă (zile) |
| ------------------- | ---------------------- | --------------------- | --------------------------- | ---------------------------------------- | --------------- |
| Vega (suspectă)     | Alfa Lyrae             | A0 V                  | -0,02                       | 0,07                                     | 0,19            |
| Altair              | Alpha Aquilae          | A7 V                  | 0,77                        | >0,01                                    | 0,06342         |
| Denebola (suspectă) | Beta Leonis            | A3 Vvar               | 2,16                        | 0,02                                     | -               |
| Caph                | Beta Cassiopeiae       | F2 III-IV             | 2,25                        | 0,06                                     | 0,1043          |
|                     | Rho Puppis             | F6 IIp                | 2,68                        | 0,19                                     | 0,14088         |
| Seginus             | Gamma Bootis           | A7 III                | 3,02                        | 0,05                                     | 0,2903          |
| Pherkad             | Gamma Ursae Minoris    | A3 II-III             | 3,04                        | 0,05                                     | 0,1430          |
|                     | Theta2 Tauri           | A7 III                | 3,35                        | 0,07                                     | 0,0756          |
|                     | Tau Cygni              | F0 IV                 | 3,65                        | 0,10                                     | -               |
|                     | Epsilon Ursae Majoris  | F2 IV                 | 3,68                        | 0,18                                     | 0,1327          |
|                     | Gamma Coronae Borealis | A0 IV                 | 3,8                         | 0,06                                     | 0,03            |
|                     | Rho1 Sagittarii        | F0 IV-V               | 3,9                         | 0,04                                     | 0,05            |
| Phicares            | Epsilon Cephei         | F0 IV                 | 4,15                        | 0,06                                     | 0,0412          |
|                     | Delta Serpentis        | F0 IV                 | 4,23                        | 0,04                                     | 0,134           |
|                     | Delta Delphini         | F0 IV                 | 4,38                        | 0,11                                     | -               |
|                     | Delta Scuti            | F3 IIIp               | 4,6                         | 0,19                                     | 0,19377         |